# Estabilizador de imagen

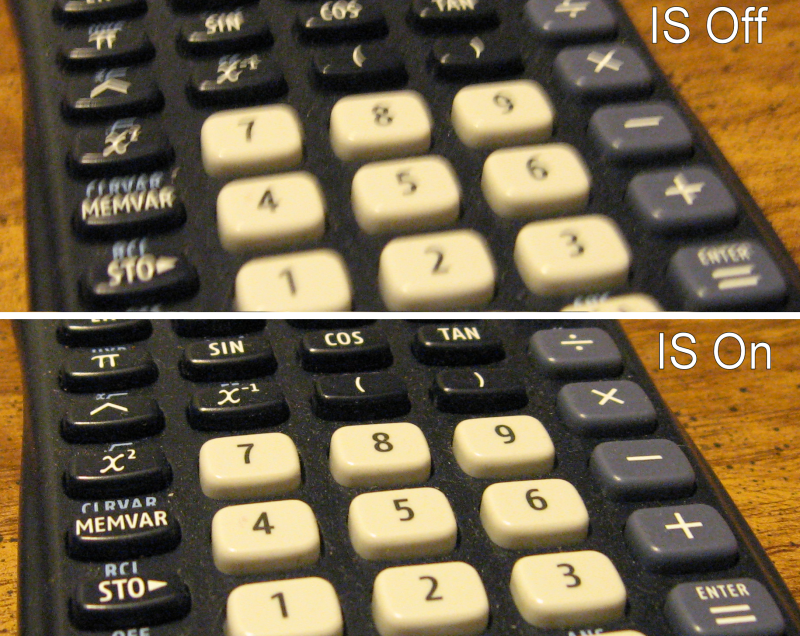
Comparación de modos de estabilización de imagen óptica.

Los estabilizadores de imagen son un conjunto de técnicas y / o aparatos que reducen el desenfoque asociado al movimiento durante la exposición de una cámara u otro elemento captador de imágenes.
Generalmente un estabilizador de imagen compensa los movimientos panorámicos de barrido tanto horizontales como verticales, y los movimientos angulares. Los sistemas de estabilización electrónicos también pueden compensar los movimientos de rotación. Actualmente se suelen utilizar estabilizadores de imagen en binoculares estabilizados, cámaras fotográficas y de video, telescopios astronómicos y algunos teléfonos inteligentes. En cada caso el tipo de estabilizador utilizado es diferente, pues el desenfoque resultante en la imagen viene originado por diferentes motivos; por ejemplo a las cámaras fotográficas el desenfoque asociado al movimiento es un problema que aparece principalmente en velocidades de obturación lentas o cuando se utilizan lentes del tipo teleobjetivo, mientras que en grabaciones de vídeo el movimiento de la cámara puede causar una inestabilidad visible fotograma a fotograma. En fotografías de astronomía el problema del movimiento de la lente se amplifica por las variaciones de posición respecto a la tierra que sufren los objetos fotografiados durante el tiempo de exposición.

## Historia
Los primeros estabilizadores de imagen aparecieron a principios de los años 60. Estos sistemas eran capaces de compensar ligeramente la vibración de la cámara fotográfica y los movimientos involuntarios. Estaban basados en mecanismos controlados mediante giroscopios, con los que se podían cancelar los movimientos no deseados cambiando la posición de un lente o un grupo de ellos en un objetivo en dirección opuesta.

## Aplicación a la fotografía
En fotografía los sistemas de estabilización de la imagen permiten utilizar velocidades de obturación de entre 2 y 4,5 stops más lentas de lo que podríamos utilizar sin estos sistemas, evitando el desenfoque. Esto supone poder aumentar los tiempos de exposición entre 4 y 22,5 veces.
Por regla general, la velocidad de obturación más lenta posible sin desenfoque y realizando la fotografía cámara en mano se calcula tomando el recíproco de la distancia focal en una cámara de 35 mm, en el que se conoce como "regla de 1 / mm ". Por ejemplo, a una distancia focal de 125 mm en una cámara de 35 mm, la vibración de la cámara podría afectar a la nitidez si la velocidad de obturación es más lenta que 1/125 segundos. Esta velocidad de obturación se podría reducir hasta 1/15 segundos o 1/8 segundos en caso de que la lente estuviera equipada con un sistema de estabilización de la imagen, manteniendo casi la misma calidad.
Cuando se calcula la distancia focal efectiva es importante tener en cuenta el formato de sensor que utiliza la cámara. Por ejemplo, muchas cámaras SLR digitales utilizan un sensor que tiene una medida 1/2 o 2/3 más pequeña que el fotograma de 35 mm, o lo que es lo mismo, el fotograma de 35 mm tiene 1.5, 1.6 o 2 veces más el tamaño del sensor digital. Estos factores se conocen como factores de distancia focal. A una cámara con un factor de distancia focal x2, por ejemplo, un objetivo de 50 mm produce un campo de visión equivalente al que se produce en una cámara de 35 mm con un objetivo de 100 mm, y normalmente se puede utilizar en mano a 1/100 segundos sin que se produzca desenfoque.
Sin embargo, la estabilización de la imagen no impide el desenfoque del movimiento causado por el movimiento del sujeto o por los movimientos extremos de la cámara. La estabilización de la imagen sólo está diseñada y es capaz de reducir el desenfoque que resulta del temblor normal de la lente debido a la captura manual. Algunas lentes y cuerpos de cámara incluyen un modo panorámico secundario o un "modo activo" más agresivo para intentar reducir el desenfoque en estas situaciones, ambos descritos con más detalle a continuación, en el apartado de estabilización de la imagen óptica.
Los sistemas de estabilización de la imagen pueden ser también de utilidad, como se ha mencionado previamente, para la astrofotografía. Algunas cámaras pueden utilizar su capacidad de cambio de sensores para reducir rastros de estrellas en determinados tiempos de exposición. Estas cámaras están equipadas con un sistema GPS que les permite obtener datos de posición, de esta manera estabilizan la imagen compensando el movimiento de la tierra respecto al objeto fotografiado.
Los sistemas de estabilización pueden estar basados en la lente o en el cuerpo de la cámara, en función de la parte en la que están situados. Los dos tipos de sistemas presentan ventajas y desventajas.

## Sistemas de estabilización
Hoy en día, el uso de estabilizadores de imagen está muy extendido en cámaras, videocámaras, telescopios y binoculares. Existen varios métodos para conseguir la estabilización de la imagen; sin embargo, son dos los principales y más utilizados para conseguir imágenes estables: 

### Sistemas de estabilización internos

#### Estabilización óptica basada en la lente
Un estabilizador óptico de imagen, a menudo abreviado OIS, IS o OS por su nombre en inglés, es un mecanismo que se utiliza en una cámara fotográfica o videocámara para estabilizar la imagen captada, variando la ruta óptica al sensor. Esta tecnología se implementa en la propia lente; a diferencia de la estabilización de la imagen dentro del cuerpo, que funciona moviendo el sensor como elemento final de la ruta óptica. El elemento clave de todos los sistemas de estabilización ópticos es que estabilizan la imagen proyectada en el sensor antes de que el sensor transforme la imagen en información digital.
Las diferentes empresas del mercado tienen nombres diferentes para la tecnología OIS, por ejemplo:
- Vibration Reduction (VR): utilizado por la casa Nikon. Nikon produjo la primera lente óptica estabilizada por un sistema de dos ejes y lo incorporó a una lente zoom 38-105 mm / 4-7.8 integrado en la cámara Nikon Zoom 700 VR 1994.[6][7]

- Image Stabilizer (IS): Utilizado por la casa Canon. Introducido por primera vez en el objetivo EF 75-300 mm F4-5.6 IS USM 1995. En 2009 presentaron la primera lente con un sistema híbrido IS de cuatro ejes, la EF 100 mm F2.8 Macro L.

- Anti-Shake (AS): utilizado para Minolta y Konica Minolta, que presentó su primer estabilizador de imagen, el DiMAGE A1, en 2003. Es un estabilizador basado en el sensor y de dos ejes.

- In Body Image Stabilisation (IBIS): de la casa Olympus.

- Optical SteadyShot (OSS): de Sony, para sus cámaras de las líneas Cyber-shot (fabricadas a partir de 1996) y α E-mount lenses (fabricadas a partir de 2010).

- SteadyShot (SS), Super SteadyShot (SSS) y SteadyShot INSIDE (SSI): también de Sony. Basada originalmente en el Anti-Shake de Konica Minolta, Sony añadió una variante full frame de dos ejes en la DSLR-A900 en 2008 y una variante también full frame pero de 5 ejes en la ILCE-7M2 2014 .

- MegaOIS y PoweOIS: de Panasonic y Leica.

- Optical Stabilization (OS): de Sigma.

- Vibration Compensation (VC): de Tamron.

- Shake Reduction (SR): utilizado para Pentax.

- PureView: utilizado por Nokia. Esta compañía produjo el primer teléfono móvil con sensor estabilizado, el Lumia 920.

- UltraPixel: utilizado para HTC e implementado en algunos de sus teléfonos móviles, como el HTC One 2013.

La gran mayoría de teléfonos inteligentes fabricados desde finales de 2014 utilizan estabilización óptica de imágenes para fotos y vídeos.
En las implementaciones de Nikon y Canon funciona mediante una lente flotante que se mueve ortogonalmente respecto al eje óptico gracias a un sistema de electroimanes. La vibración se detecta utilizando dos sensores de velocidad angular piezoeléctrica (a menudo llamados sensores giroscópicos), uno para detectar el movimiento horizontal y el otro para detectar el movimiento vertical. Esto supone que este estabilizador puede corregir las rotaciones en sentido vertical y transversal, pero no longitudinal o alrededor del eje óptico.
Algunas lentes disponen de un modo secundario de estabilización que contrarresta las sacudidas de la cámara en sentido vertical, en función del tipo de lente el cambio a este modo de estabilización se hace de forma automática o a veces se hace mediante un interruptor que encontramos en la lente. Este modo es útil para hacer panorámicas.
Panasonic fue la primera compañía en introducir un estabilizador de 5 ejes, el Power Hybrid ue + S, especialmente diseñado para que el usuario pudiera hacer vídeos mientras caminaba.
Algunas de las lentes más recientes de VR (Realidad Virtual) de Nikon ofrecen un modo "activo" para disparar desde un vehículo móvil, como un coche o un barco, que se supone que corrige sacudidas más grandes que el modo "normal ". Sin embargo, el modo activo utilizado para el rodaje normal puede producir resultados más pobres que el modo normal. Esto se debe a que el modo activo se optimiza para reducir los movimientos de velocidad angular más alta (normalmente cuando se dispara desde una plataforma de gran movimiento con velocidades de obturador más rápidas), mientras que el modo normal intenta reducir los movimientos de velocidad angular más baja y en una amplitud y un marco de tiempo mayores.
La gran mayoría de fabricantes sugieren desactivar la función de estabilización de una lente cuando se utiliza trípode, ya que su utilización puede provocar resultados erróneos y, en general, suele ser innecesaria. Muchas lentes de estabilización de imagen modernas (entre las que destacan las lentes IS más recientes de Canon) son capaces de autodetectar que están montadas en un trípode (a partir de lecturas de vibraciones extremadamente bajas) y deshabilitan automáticamente el sistema IS para evitar cualquier reducción de la calidad de imagen. El sistema de estabilización saca energía de la batería, por lo que la desactivación cuando no sea necesaria alarga la carga de la batería
Una de las principales desventajas de los estabilizadores ópticos basados en lentes es su coste. Cada tipo de objetivo requiere su propio sistema de estabilización de imagen, y por eso no todas las lentes disponen de estabilizador, como por ejemplo los objetivos rápidos de distancia focal fija o los objetivos de tipo gran angular (no lo requieren en la mayoría de casos). De todos modos, la mejora más evidente con la estabilización se produce en objetivos con distancias focales largas o en condiciones de poca luz.
La estabilización óptica basada en lentes también tiene ventajas sobre la estabilización en el cuerpo. En situaciones de poca luz o de bajo contraste, el sistema de enfoque automático (que no tiene sensores estabilizados) es capaz de trabajar con más precisión cuando la imagen procedente de la lente ya está estabilizada. En cámaras con visores ópticos, la imagen vista por el fotógrafo a través de la lente estabilizada (a diferencia de la estabilización en el cuerpo) se revela con más detalle gracias a esta estabilización previa, lo que también facilita el encuadre. Esto es especialmente importante, una vez más, en teleobjetivos y en cambio no es relevante en las cámaras compactas.

#### Estabilización mecánica basada en el sensor
En este sistema de estabilización el sensor que capta la imagen se mueve contrarrestando el movimiento de la cámara. Cuando la cámara gira, causando un error angular, los giroscopios codifican la información del movimiento a un mecanismo que mueve el sensor, siempre manteniendo la distancia focal que se está utilizando y por tanto manteniendo la proyección de la imagen. Las cámaras modernas obtienen información sobre la distancia focal utilizada de la misma lente (siempre que esta sea compatible), mientras que algunas lentes antiguas se pueden adaptar a este sistema de estabilización mediante un chip que comunica la distancia focal de la lente a la cámara. Otros fabricantes utilizan procesadores de señales digitales (DPSS) para analizar la imagen sobre la marcha y en consecuencia mover el sensor.
En la actualidad existen cuerpos de cámara con sistemas de estabilización basados en el sensor que se pueden ajustar manualmente a una determinada distancia focal. El sistema de estabilización toma esta distancia focal como si fuera la de la lente. Esto permite utilizar lentes antiguas o de otros fabricantes. Esta funcionalidad pero no es útil para lentes con zoom, ya que la distancia focal es variable.
A veces, ninguna de las técnicas anteriores funciona, y la estabilización de la imagen por el sensor simplemente no se puede utilizar con estas lentes.
Varios fabricantes de cámaras han utilizado mecanismos de estabilización mecánica del sensor. Destacan los sistemas Anti-Shake (AS) de Minolta y Konica Minolta, SteadyShot (SS) de Sony o Shake Reduction (SR) de Pentax, aunque también encontramos cámaras de Fujifilm, Samsung, Casio Exilim y Ricoh Caplio que utilizan sistemas de sensor móvil para estabilizar la imagen.
La ventaja principal de la estabilización mecánica del sensor es que permite utilizar lentes que no disponen de sistema de estabilización, lo que abarata el coste de las lentes y reduce el peso y la complejidad. Cuando la tecnología de estabilización mejora sólo es necesario sustituir la cámara, lo que es mucho menos costosa que sustituir todos los objetivos, como sucedería en sistemas de estabilización basados en la lente.
Uno de los principales inconvenientes de mover el sensor de imagen es que la imagen proyectada en el visor no está estabilizada. Sin embargo, esto no es un problema en las cámaras que utilizan un visor electrónico (EVF), ya que la imagen proyectada en este visor se saca del propio sensor de imagen.
Otro inconveniente de este sistema de estabilización es que requiere que la imagen captada por la lente sea mayor que el sensor, ya que éste se mueve durante la exposición. En comparación con la estabilización óptica de la lente los movimientos del sensor son mayores que los de las lentes. Esto limita la eficacia de los sistemas de estabilización basados en el movimiento del sensor en el rango de movimiento que tenga el mismo sensor, mientras que las lentes estabilizadas ópticamente suelen tener más libertad. Este inconveniente aumenta con la distancia focal, ya que el desenfoque es mayor y el sensor necesitaría un rango de movimiento y una velocidad de movimiento mayores, y por tanto la estabilización mecánica basada en el sensor está desaconsejada cuando se utilizan teleobjetivos.

#### Estabilización dual
Actualmente existen cámaras que unen los dos tipos de estabilización internos (la estabilización basada en la lente y la basada en el sensor). Este sistema combinado salió al mercado por primera vez en julio de 2015, con dos cámaras Panasonic; la Panasonic Lumix DMC-GX8 y la Panasonic Lumix DC-GH5.
En 2016 Olympus también opta por un sistema de estabilización dual. Sacan al mercado dos lentes con estabilizador que se pueden sincronizar con el sistema de estabilización de imágenes incorporado a los sensores de la línea Sync IS de Olympus. Con esta tecnología se puede conseguir una ganancia de 6,5 f-stop sin imágenes borrosas.

### Sistemas de estabilización externos
También se puede, en vez de estabilizar elementos internos de la cámara o el objetivo, optar por estabilizar el cuerpo de la cámara entero y de forma externa. Se suelen utilizar si los métodos de estabilización internos no están disponibles o no son suficientes. Existen muchos sistemas de estabilización externos:
- Trípode: útil para captar imágenes estáticas o realizar panorámicas.[15]

- Estabilizador de mano: habitualmente compuesto por un mango situado en la parte superior, una estructura de metal y un peso situado en la parte inferior. Se debe calibrar de forma específica para cada conjunto de cámara y objetivo, pues al cambiar el objetivo cambia el peso del conjunto. Está pensado para cámaras tipo DSLR y mirrorless.

- Steadicam: sistema de estabilización que consiste en un sistema de suspensión, un brazo recto, un soporte para la cámara y un sistema de contrapesos. A veces está adosado a un chaleco que permite hacer tomas más largas, pues el peso de la cámara y del Steadicam iría sino a los brazos del operador.[16]

- Soporte de hombro: Sistema que se fija o se apoya en el hombro, el pecho o la espalda y utiliza el cuerpo del propio operador para estabilizar la cámara.

- Gimbal: Es un sistema de estabilización para ejes controlados mediante un mecanismo electrónico que intenta estabilizar los movimientos del operador. El estabilizador gimbal se utiliza mayoritariamente en cámaras DSLR y mirrorless.[17]

### Estabilización de imagen digital

#### Estabilización de imagen digital en tiempo real
La estabilización de imagen digital en tiempo real, también llamada estabilización de imagen electrónica (EIS), se utiliza en algunas cámaras de vídeo. Esta técnica modifica los fotogramas del vídeo para contrarrestar el movimiento. Utiliza píxeles fuera del borde del marco visible para reducir la transición de un fotograma a otro. Esta técnica no afecta el nivel general de ruido de la imagen, pero sí puede incrementar a los márgenes de la imagen cuando deben extrapolarse píxeles. La estabilización de imagen digital en tiempo real no disminuye el desenfoque por movimiento de los objetos registrados que contenga la imagen y de hecho, a veces, puede incrementarlo al intentar compensar el movimiento de la cámara.
En algunos casos hay fabricantes que comercializan sus cámaras anunciando que disponen de estabilizador de imagen digital, cuando realmente sólo disponen de un modo de alta sensibilidad que utiliza imágenes captadas a tiempo de exposición más cortos, y por tanto con menos movimiento borroso, pero más ruido. Este modo de alta sensibilidad reduce tanto el desenfoque de un objeto en movimiento como el desenfoque provocado por la sacudida de la cámara.
También existen cámaras que para reducir el desenfoque subdividen la exposición en varias exposiciones más cortas, logrando una sucesión de imágenes de las que descartan las borrosas, alineando y juntando las más nítidas. Estas cámaras utilizan el giroscopio para detectar el mejor momento para hacer cada exposición.

#### Filtros de estabilización
Muchos sistemas de edición no lineal de vídeo utilizan filtros de estabilización que pueden corregir una imagen no estabilizada siguiendo el movimiento de los píxeles de la imagen y corrigiendo el marco de encuadre. El proceso es similar a la estabilización de imagen digital, pero, ya que no hay una imagen más grande para trabajar, el filtro de estabilización intenta coser las imágenes con el fin de ocultar el movimiento del encuadre o intenta recrear la imagen perdida en los bordes del encuadre mediante una extrapolación espacial o temporal.

## Observaciones
Aunque los dispositivos de estabilización son de gran ayuda para reducir o eliminar movimientos de cámara no deseados, hay que tener en cuenta algunas consideraciones a la hora de realizar tomas en movimiento. Así, debido a los estabilizadores de imagen, cuando la cámara se desplaza intencionadamente de un lado a otro, existe normalmente una pequeña demora mientras la cámara trata inicialmente de compensar el movimiento. Una vez rebasado cierto punto, el estabilizador no puede compensar más el movimiento y la imagen comienza a moverse como se requería. De igual manera, al final del recorrido, la imagen continuará moviéndose durante un instante mientras el sistema vuelve a estabilizarse. Este hecho implica que, a la hora de realizar un desplazamiento con la cámara, se deberá terminar un determinado instante antes y permitir que la cámara complete el movimiento. 

## Estabilización en la vista de los seres vivos
En muchos animales, incluyendo a los seres humanos, el oído interno trabaja como un análogo biológico de un acelerómetro en los sistemas de estabilización de imagen de una cámara, para estabilizar la imagen a través del giro de los ojos. Cuando se detecta una rotación de la cabeza, una señal inhibitoria es enviada a un lado de la Musculatura extrínseca del ojo, y una señal excitatoria es enviada al otro lado, produciendo un movimiento compensatorio. Los movimientos del ojo se retrasan a los movimientos de la cabeza generalmente en un tiempo menor a 10 ms.